# Дужий Ярослав Іванович
Дужий Ярослав Іванович (26 листопада 1923, м. Перемишль, нині Польща) — громадський діяч, меценат. 
Навчався у Вищій ветеринарній школі у Львові (1942-44). Заарештований 1944 ґестапо, від 1945 перебував у переселенських таборах у Баварії (Німеччина). 1949 виїхав до США. Працював на заводіді «Форд» (м. Детройт, штат Мічиґан). 
1956-92 — співвласник корпорації «Силектрон», яка виготовляла деталі для моторів ракет і літаків. Від 1992 — засновник корпорації «Енвотехсистем» — підприємства перенос. лаб. для контролю радіоактивності довкола АЕС в Україні. Президент Українсько-американської республівканської асоціації Мічиґану (1970-80). Засновник фундації для української кафедри Гарвардського університету, видавничого фонду при Українському науковому інституті Гарвардського університету, голова Гарвардського проекту (від 1985). Почесний докторр УВУ (2004). Член редакційного комітетуту пропам'ятної книги «Міттенвальд. 1946–1951» (Воррен; Мічиґан, 2001).
Я. Дужий — учасник спортивних змагань і товариств, співак і соліст багатьох хорів, зокрема відомої Капели бандуристів ім. Т. Шевченка у Детройті, голова хору «Ватра», організатор і учасник різноманітних громадських, культурно-освітніх і політичних акцій, в тому числі на терені міжнародної співпраці між США та Україною, ініціатор і співавтор фундаментального документального видання «Спомини про Міттенвальд».